# Limmatschiff
Die Limmatschiffe (auch Limmatboote) sind drei baugleiche Fahrgastschiffe, die in Zürich auf der Limmat und dem Zürichsee fahren. Sie werden von der Zürichsee-Schiffahrtsgesellschaft (ZSG) betrieben.

## Geschichte
Die Geschichte der Limmatboote geht zurück auf die Gartenbauausstellung 1959. Die Zürichsee-Schiffahrtsgesellschaft übernahm im Anschluss an die 1. Schweizerische Gartenbau-Ausstellung drei Grachtenboote «Albis», «Tödi» und «Uto». Dies war der Beginn der modernen Limmatschifffahrt. 1992/93 wurden die drei Grachtenboote durch die drei Limmatschiffe «Turicum», «Felix» und «Regula» ersetzt.
Im Jahr 2023 ersetzte die Zürichsee-Schifffahrtsgesellschaft die dreissig Jahre alten Limmatboote durch Schiffe mit vollelektrischem Antrieb.

## Namengebung
Zwei der Limmatschiffe wurden nach den Zürcher Stadtpatronen Felix und Regula benannt. Felix und Regula starben bei der diokletianischen Christenverfolgung als Märtyrer. Bis zur Reformation wurden Felix und Regula in Zürich verehrt, und das Grossmünster, die Wasserkirche sowie das Fraumünster sind ihnen gewidmet. Sie gelten als die Stadtheiligen von Zürich. Das dritte Boot trägt den römischen Namen der Stadt Zürich «Turicum».
Die drei neuen eLimmatboote tragen die lateinischen Namen für Fluss (Fluvius), Marine (Navalis) und Brücke (Pontus). Die Wahl der Namen ist aus einem Wettbewerb unter den Mitarbeitenden der Zürichsee-Schifffahrtsgesellschaft hervorgegangen.

## Aufbau
Die Limmatboote tragen verschiedene Namen, sind aber sonst identisch. Sie haben eine Länge von 19,4 m und sind 3,8 m breit. Sie sind für 51 Personen vorgesehen. Das Boot ist mit verglasten Dächern ausgestattet, die eine Panoramasicht ermöglichen. An Bord der Limmatboote gibt es keine Toilette, keine Beförderung von Velos und keine Gastronomie. Die bisherigen Boote sind nicht rollstuhlgängig.

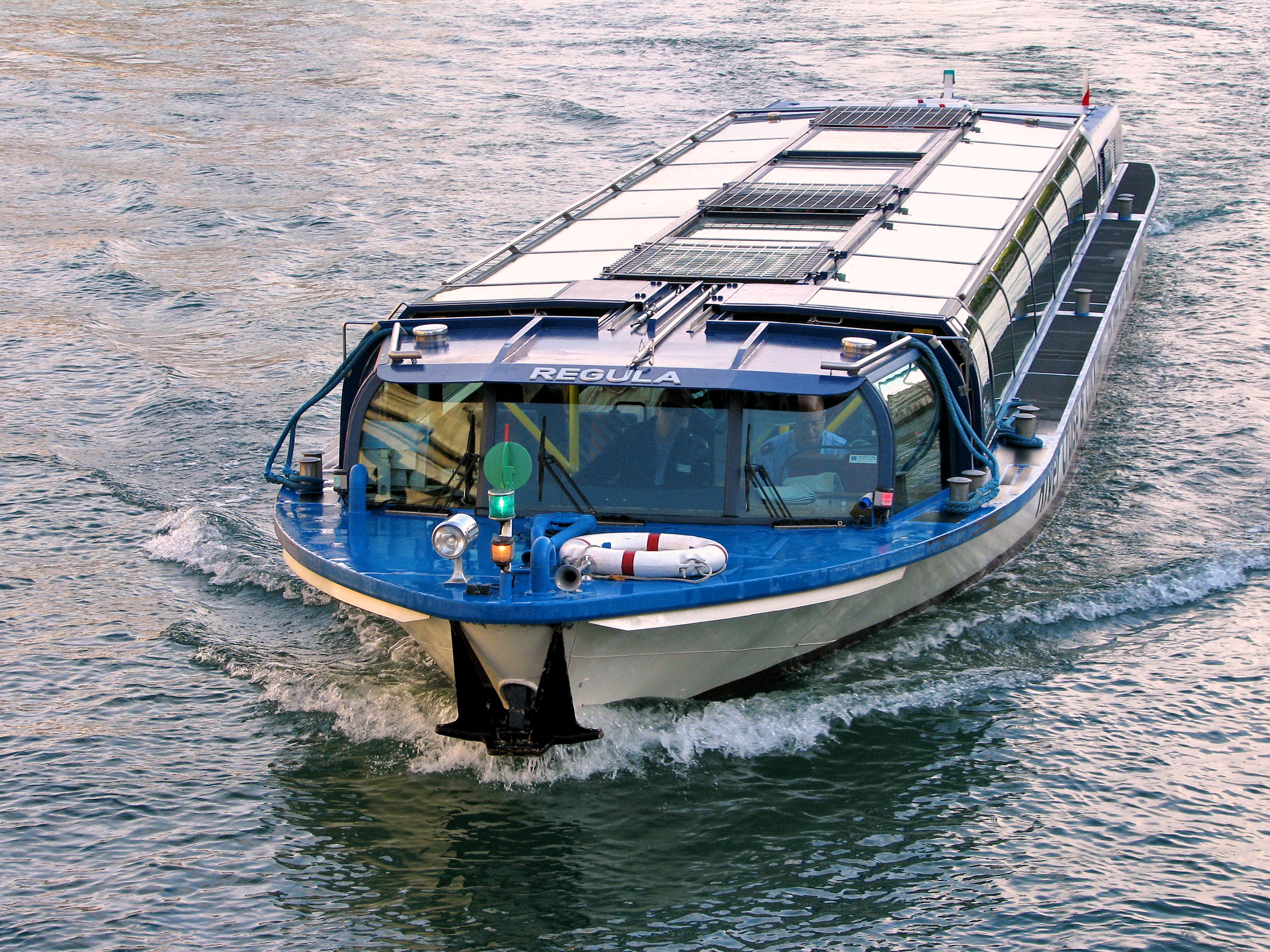
LB Regula
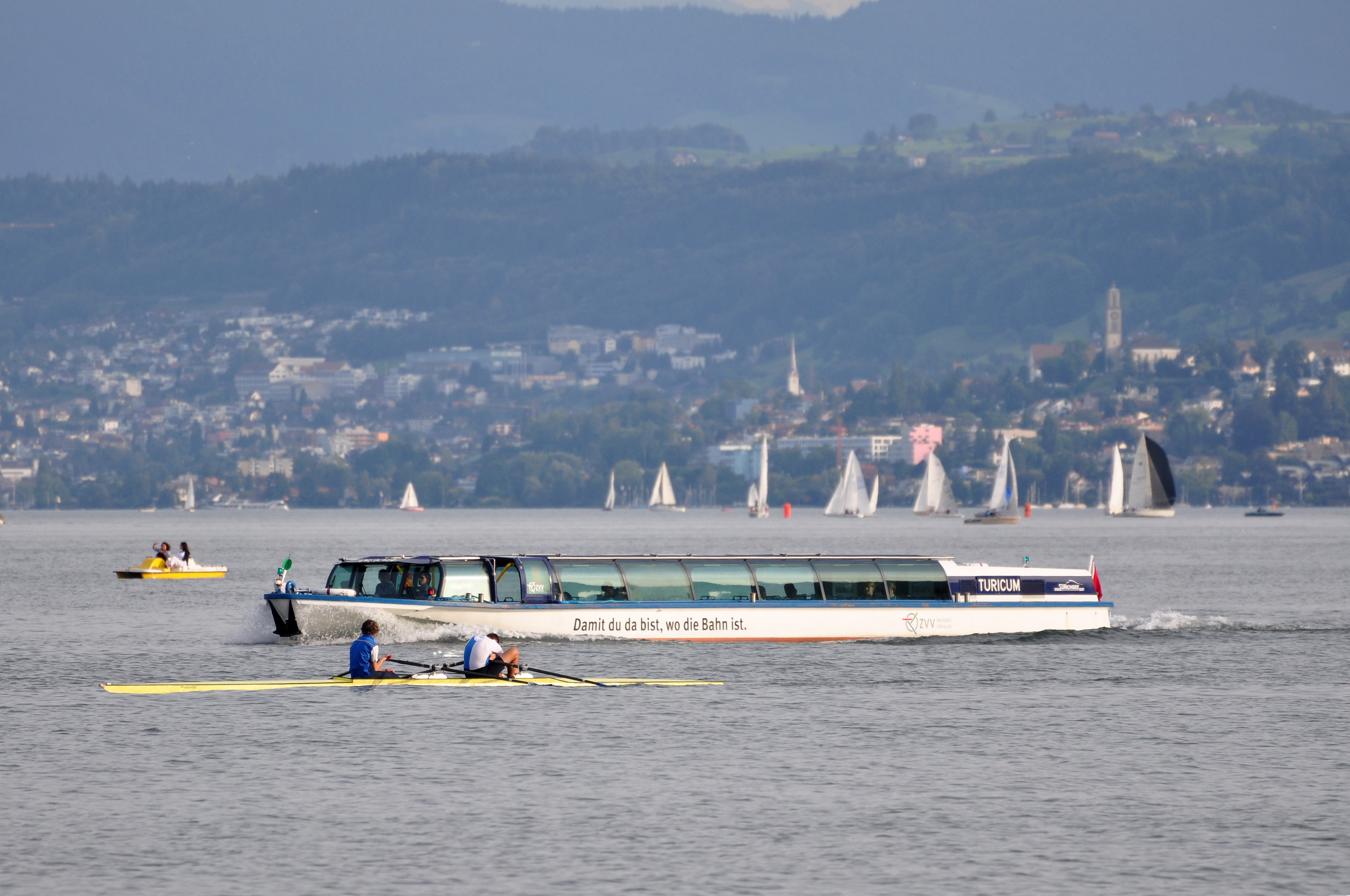
LB Turicum
LB Felix
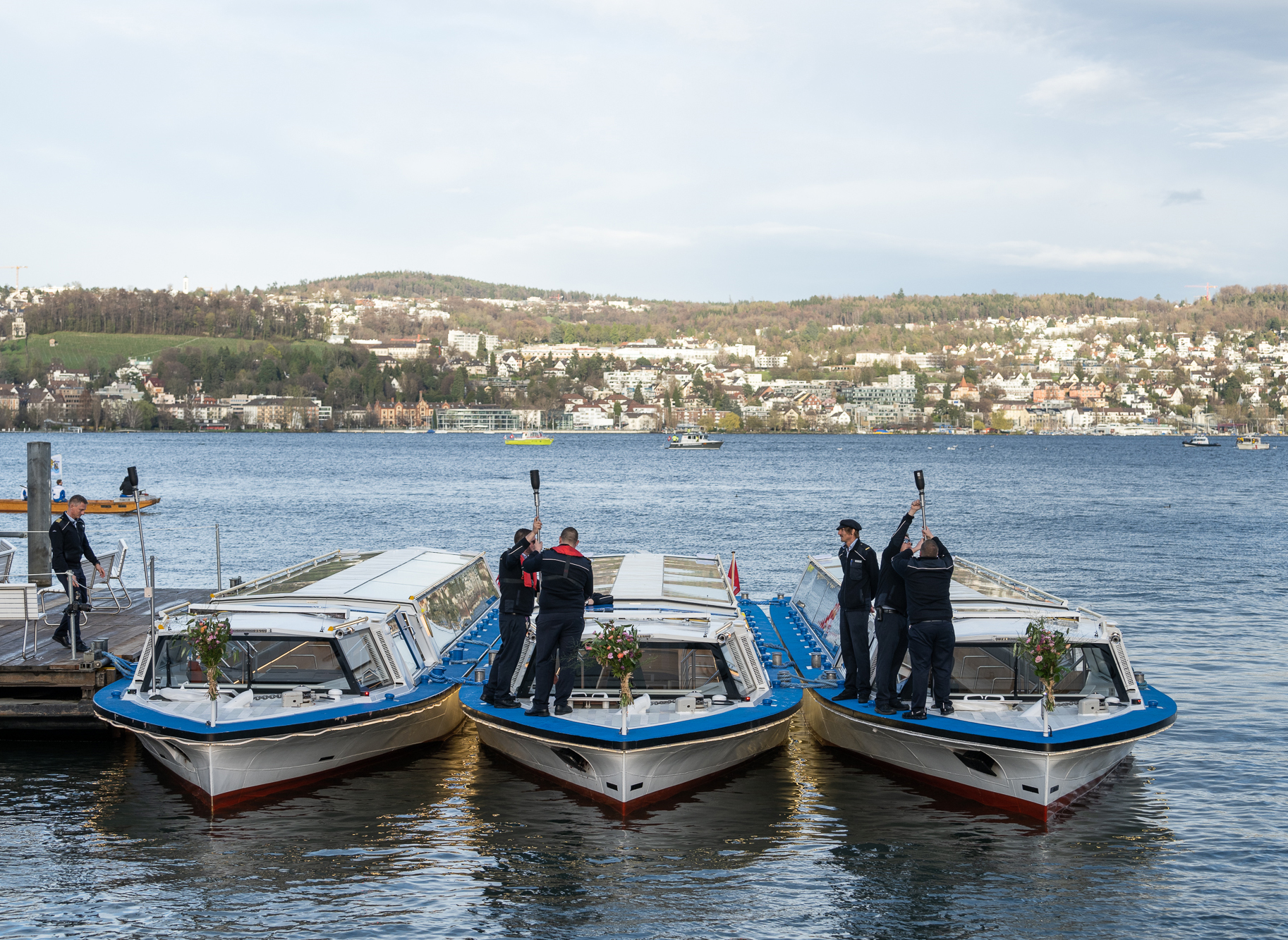
Taufe LB Fluvius, LB Navalis, LB Pontus

## Ersatz durch Elektroschiffe
Die Zürichsee-Schifffahrtsgesellschaft ersetzte die dreissigjährigen Limmatboote «Felix», «Regula» und «Turicum». Die Limmatboote erfüllten die hinzugekommenen gesetzlichen Auflagen wie das Behindertengleichstellungsgesetz nicht mehr, und Ersatzteile für Reparaturen waren nur noch mühsam zu beschaffen. Zudem hatten Dieselmotor und Getriebe das Ende ihrer Lebensdauer erreicht, weshalb sich eine Sanierung nicht mehr lohnte. Seit dem 2. April 2023 sind die drei neuen eLimmatboote «Fluvius», «Navalis» und «Pontus» in Betrieb. Die neuen 22,5 m langen und 3,8 m breiten Modelle verfügen über einen vollelektrischen Antrieb, sind rollstuhlgerecht und haben eine Kapazität von 61 Personen. Das erste Schiff wurde im Juni 2022 von der Bauwerft der Fa. Ostseestaal in Stralsund nach Zürich überführt. Mit dem Ersetzen der alten Boote werden 100 Tonnen CO2 im Jahr gespart, da die neuen Limmatboote vollständig mit Ökostrom der Elektrizitätswerke der Stadt Zürich (EWZ) geladen werden. Eine der wichtigsten Neuerungen ist die Klimatisierung mittels einer reversiblen Wärmepumpe, die die Schiffe kühlen und beheizen kann. Im vorderen Bereich des Fahrgastraums gibt es auf beiden Seiten speziell gekennzeichnete Sitze mit Haltegriffen für Menschen mit eingeschränkter Mobilität. Eine absenkbare Hebebühne ermöglicht den Zugang auch für Rollstuhlfahrer, und es wurden die gesetzlichen Auflagen für die Farb- und Kontrastwahrnehmung für Sehbehinderte umgesetzt.
Vor allem von Touristen wird die stark eingeschränkte Sicht auf das Wasser und das Ufer kritisiert. Grund dafür ist die tiefe Lage der nach dem Innenraum ausgerichteten Sitzreihen. Diese Anpassung der Boote sei aufgrund von EU-Richtlinien entstanden.